# Wereldkampioenschap voetbal onder 17 - 1999
Het achtste wereldkampioenschap voetbal onder 17 werd gehouden in Nieuw-Zeeland van 10 tot en met 27 november 1999. Spelers geboren na 1 januari 1982 mochten meedoen. Het toernooi werd voor de tweede keer gewonnen door Brazilië.

## Gekwalificeerde landen
Er deden 16 teams uit zes confederaties mee. Teams konden zich kwalificeren via een jeugdtoernooi dat binnen elke confederatie georganiseerd werd.
| Confederatie                                   | Kwalificatietoernooi                                                                             | Gekwalificeerde landen          |
| ---------------------------------------------- | ------------------------------------------------------------------------------------------------ | ------------------------------- |
| AFC (Azië)                                     | Aziatisch kampioenschap voetbal onder 16 - 1998 Qatar, 3–17 september 1998                       | Thailand Qatar                  |
| CAF (Afrika)                                   | Afrikaans kampioenschap voetbal onder 17 - 1999 Guinee, 16–30 mei 1999                           | Mali Burkina Faso Ghana         |
| CONCACAF (Noord, Centraal-Amerika & Caribbean) | CONCACAF-kampioenschap voetbal onder 17 - 1999 Jamaica en El Salvador, 10 februari – 22 mei 1999 | Mexico Verenigde Staten Jamaica |
| CONMEBOL (Zuid-Amerika)                        | Zuid-Amerikaans kampioenschap voetbal onder 17 - 1999 Uruguay, 6–21 maart 1999                   | Brazilië Paraguay Uruguay       |
| OFC (Oceanië)                                  | Oceanisch kampioenschap voetbal onder 17 - 1999 Fiji, 1–14 mei 1999                              | Australië                       |
| UEFA (Europa)                                  | Europees kampioenschap voetbal onder 16 - 1999 Tsjechië, 24 april – 7 mei 1999                   | Spanje Polen Duitsland          |
| Gastland                                       | Gastland                                                                                         | Nieuw-Zeeland                   |

## Stadions
| Auckland                                 | · Auckland (North Harbour Stadium) Napier (McLean Park) Christchurch (QE II Stadium) Dunedin (Carisbrook) |  |
| North Harbour Stadium Capaciteit: 25.350 | · Auckland (North Harbour Stadium) Napier (McLean Park) Christchurch (QE II Stadium) Dunedin (Carisbrook) |  |
| Napier                                   | · Auckland (North Harbour Stadium) Napier (McLean Park) Christchurch (QE II Stadium) Dunedin (Carisbrook) |  |
| McLean Park Capaciteit: 19.700           | · Auckland (North Harbour Stadium) Napier (McLean Park) Christchurch (QE II Stadium) Dunedin (Carisbrook) |  |
| Christchurch                             | · Auckland (North Harbour Stadium) Napier (McLean Park) Christchurch (QE II Stadium) Dunedin (Carisbrook) |  |
| QE II Stadium Capaciteit: 25.000         | · Auckland (North Harbour Stadium) Napier (McLean Park) Christchurch (QE II Stadium) Dunedin (Carisbrook) |  |
| Dunedin                                  | · Auckland (North Harbour Stadium) Napier (McLean Park) Christchurch (QE II Stadium) Dunedin (Carisbrook) |  |
| Carisbrook Capaciteit: 29.000            | · Auckland (North Harbour Stadium) Napier (McLean Park) Christchurch (QE II Stadium) Dunedin (Carisbrook) |  |

## Groepsfase

### Groep A
| Team             | Wed | W | G | V | DV | DT | DS | Ptn | Resultaat           |
| ---------------- | --- | - | - | - | -- | -- | -- | --- | ------------------- |
| Verenigde Staten | 3   | 2 | 1 | 0 | 4  | 2  | +2 | 7   | Naar de kwartfinale |
| Uruguay          | 3   | 1 | 1 | 1 | 6  | 2  | +4 | 4   | Naar de kwartfinale |
| Nieuw-Zeeland    | 3   | 1 | 0 | 2 | 3  | 8  | –5 | 3   |                     |
| Polen            | 3   | 0 | 2 | 1 | 3  | 4  | –1 | 2   |                     |

|                        |               |       |                          |                                                                                           |
| 10 november 1999 19:30 | Nieuw-Zeeland | 1 – 2 | Verenigde Staten         | North Harbour Stadium, Auckland Toeschouwers: 14.103 Scheidsrechter: Wolfgang Stark (GER) |
| 10 november 1999 19:30 | Mulligan 16'  |       | Thompson 69' Donovan 74' | North Harbour Stadium, Auckland Toeschouwers: 14.103 Scheidsrechter: Wolfgang Stark (GER) |

|                        |             |       |           |                                                                                         |
| 11 november 1999 19:30 | Uruguay     | 1 – 1 | Polen     | North Harbour Stadium, Auckland Toeschouwers: 3.623 Scheidsrechter: Hichem Guirat (TUN) |
| 11 november 1999 19:30 | Alvarez 46' |       | Madej 51' | North Harbour Stadium, Auckland Toeschouwers: 3.623 Scheidsrechter: Hichem Guirat (TUN) |

|                        |               |                                                             |         |                                                                                             |
| 13 november 1999 13:45 | Nieuw-Zeeland | 0 – 5                                                       | Uruguay | North Harbour Stadium, Auckland Toeschouwers: 10.265 Scheidsrechter: Costas Kapitanis (CYP) |
| 13 november 1999 13:45 |               | Lapolla 42' Peralta 45+1' Leal 63' Martinez 71' Meneses 77' |         | North Harbour Stadium, Auckland Toeschouwers: 10.265 Scheidsrechter: Costas Kapitanis (CYP) |

|                        |                    |       |                  |                                                                                                 |
| 13 november 1999 16:00 | Verenigde Staten   | 1 – 1 | Polen            | North Harbour Stadium, Auckland Toeschouwers: 10.265 Scheidsrechter: Robert Troxler Ayala (PAR) |
| 13 november 1999 16:00 | Donovan 89' (pen.) |       | Madej 43' (pen.) | North Harbour Stadium, Auckland Toeschouwers: 10.265 Scheidsrechter: Robert Troxler Ayala (PAR) |

|                        |                  |       |                         |                                                                                              |
| 16 november 1999 18:00 | Polen            | 1 – 2 | Nieuw-Zeeland           | North Harbour Stadium, Auckland Toeschouwers: 7.643 Scheidsrechter: Edgar Rangel Perez (MEX) |
| 16 november 1999 18:00 | Mierzejewski 88' |       | Mulligan 53' Pearce 64' | North Harbour Stadium, Auckland Toeschouwers: 7.643 Scheidsrechter: Edgar Rangel Perez (MEX) |

|                        |                  |       |         |                                                                                          |
| 16 november 1999 20:15 | Verenigde Staten | 1 – 0 | Uruguay | North Harbour Stadium, Auckland Toeschouwers: 7.643 Scheidsrechter: Kyros Vassaras (GRE) |
| 16 november 1999 20:15 | Onyewu 90'       |       |         | North Harbour Stadium, Auckland Toeschouwers: 7.643 Scheidsrechter: Kyros Vassaras (GRE) |

### Groep B
| Team     | Wed | W | G | V | DV | DT | DS  | Ptn | Resultaat           |
| -------- | --- | - | - | - | -- | -- | --- | --- | ------------------- |
| Ghana    | 3   | 2 | 1 | 0 | 12 | 2  | +10 | 7   | Naar de kwartfinale |
| Mexico   | 3   | 2 | 0 | 1 | 5  | 4  | +1  | 6   | Naar de kwartfinale |
| Spanje   | 3   | 1 | 1 | 1 | 7  | 2  | +5  | 4   |                     |
| Thailand | 3   | 0 | 0 | 3 | 1  | 17 | –16 | 0   |                     |

|                        |             |       |             |                                                                             |
| 11 november 1999 16:00 | Ghana       | 1 – 1 | Spanje      | McLean Park, Napier Toeschouwers: 4.000 Scheidsrechter: Toru Kamikawa (JPN) |
| 11 november 1999 16:00 | Atiku 45+2' |       | Mario 90+7' | McLean Park, Napier Toeschouwers: 4.000 Scheidsrechter: Toru Kamikawa (JPN) |

|                        |                                                 |       |          |                                                                                     |
| 11 november 1999 18:15 | Mexico                                          | 4 – 0 | Thailand | McLean Park, Napier Toeschouwers: 3.950 Scheidsrechter: Bruce Edward Grimshaw (NZL) |
| 11 november 1999 18:15 | Estrada 7' Galindo 38' Ramirez 53' Grijalva 76' |       |          | McLean Park, Napier Toeschouwers: 3.950 Scheidsrechter: Bruce Edward Grimshaw (NZL) |

|                        |                                                          |       |          |                                                                          |
| 13 november 1999 13:45 | Spanje                                                   | 6 – 0 | Thailand | McLean Park, Napier Toeschouwers: 5.200 Scheidsrechter: Noel Bynoe (TRI) |
| 13 november 1999 13:45 | Aitor 35', 44', 90+1' Crusat 42' Ernesto 45+1' Aspas 80' |       |          | McLean Park, Napier Toeschouwers: 5.200 Scheidsrechter: Noel Bynoe (TRI) |

|                        |                                 |       |        |                                                                                     |
| 13 november 1999 16:00 | Ghana                           | 4 – 0 | Mexico | McLean Park, Napier Toeschouwers: 5.200 Scheidsrechter: Bruce Edward Grimshaw (NZL) |
| 13 november 1999 16:00 | Lamptey 38', 75' Atiku 71', 89' |       |        | McLean Park, Napier Toeschouwers: 5.200 Scheidsrechter: Bruce Edward Grimshaw (NZL) |

|                        |            |       |                                                          |                                                                           |
| 16 november 1999 16:00 | Thailand   | 1 – 7 | Ghana                                                    | McLean Park, Napier Toeschouwers: 4.056 Scheidsrechter: Mark Shield (AUS) |
| 16 november 1999 16:00 | Suriya 62' |       | Dong-Bortey 7', 16', 50' Addo 22', 28', 52' Obodai 90+1' | McLean Park, Napier Toeschouwers: 4.056 Scheidsrechter: Mark Shield (AUS) |

|                        |        |             |        |                                                                            |
| 16 november 1999 18:15 | Spanje | 0 – 1       | Mexico | McLean Park, Napier Toeschouwers: 4.056 Scheidsrechter: Byron Moreno (ECU) |
| 16 november 1999 18:15 |        | Vallejo 38' |        | McLean Park, Napier Toeschouwers: 4.056 Scheidsrechter: Byron Moreno (ECU) |

### Groep C
| Team      | Wed | W | G | V | DV | DT | DS | Ptn | Resultaat           |
| --------- | --- | - | - | - | -- | -- | -- | --- | ------------------- |
| Australië | 3   | 2 | 0 | 1 | 4  | 3  | +1 | 6   | Naar de kwartfinale |
| Brazilië  | 3   | 1 | 2 | 0 | 2  | 1  | +1 | 5   | Naar de kwartfinale |
| Duitsland | 3   | 0 | 2 | 1 | 1  | 2  | –1 | 2   |                     |
| Mali      | 3   | 0 | 2 | 1 | 0  | 1  | –1 | 2   |                     |

|                        |                                    |       |                 |                                                                                       |
| 12 november 1999 13:45 | Brazilië                           | 2 – 1 | Australië       | QE II Stadium, Christchurch Toeschouwers: 6.000 Scheidsrechter: Tomasz Mikulski (POL) |
| 12 november 1999 13:45 | Marquinhos 31' Carlos Henrique 66' |       | MacAllister 81' | QE II Stadium, Christchurch Toeschouwers: 6.000 Scheidsrechter: Tomasz Mikulski (POL) |

|                        |      |       |           |                                                                                    |
| 12 november 1999 16:00 | Mali | 0 – 0 | Duitsland | QE II Stadium, Christchurch Toeschouwers: 6.000 Scheidsrechter: Byron Moreno (ECU) |
| 12 november 1999 16:00 |      |       |           | QE II Stadium, Christchurch Toeschouwers: 6.000 Scheidsrechter: Byron Moreno (ECU) |

|                        |                                  |       |           |                                                                                         |
| 14 november 1999 16:00 | Australië                        | 2 – 1 | Duitsland | QE II Stadium, Christchurch Toeschouwers: 4.000 Scheidsrechter: Issack Abdulkadir (TAN) |
| 14 november 1999 16:00 | Cansdell-Sherriff 66' Byrnes 70' |       | Haas 9'   | QE II Stadium, Christchurch Toeschouwers: 4.000 Scheidsrechter: Issack Abdulkadir (TAN) |

|                        |          |       |      |                                                                                          |
| 14 november 1999 18:15 | Brazilië | 0 – 0 | Mali | QE II Stadium, Christchurch Toeschouwers: 4.000 Scheidsrechter: Edgar Rangel Perez (MEX) |
| 14 november 1999 18:15 |          |       |      | QE II Stadium, Christchurch Toeschouwers: 4.000 Scheidsrechter: Edgar Rangel Perez (MEX) |

|                        |           |       |          |                                                                                     |
| 17 november 1999 16:00 | Duitsland | 0 – 0 | Brazilië | QE II Stadium, Christchurch Toeschouwers: 6.500 Scheidsrechter: Hichem Guirat (TUN) |
| 17 november 1999 16:00 |           |       |          | QE II Stadium, Christchurch Toeschouwers: 6.500 Scheidsrechter: Hichem Guirat (TUN) |

|                        |              |       |      |                                                                                     |
| 17 november 1999 18:15 | Australië    | 1 – 0 | Mali | QE II Stadium, Christchurch Toeschouwers: 6.500 Scheidsrechter: Carlos Batres (GUA) |
| 17 november 1999 18:15 | McDonald 23' |       |      | QE II Stadium, Christchurch Toeschouwers: 6.500 Scheidsrechter: Carlos Batres (GUA) |

### Groep D
| Team         | Wed | W | G | V | DV | DT | DS  | Ptn | Resultaat           |
| ------------ | --- | - | - | - | -- | -- | --- | --- | ------------------- |
| Paraguay     | 3   | 2 | 1 | 0 | 9  | 2  | +7  | 7   | Naar de kwartfinale |
| Qatar        | 3   | 2 | 0 | 1 | 6  | 3  | +3  | 6   | Naar de kwartfinale |
| Burkina Faso | 3   | 1 | 1 | 1 | 4  | 4  | 0   | 4   |                     |
| Jamaica      | 3   | 0 | 0 | 3 | 0  | 10 | –10 | 0   |                     |

|                        |         |              |              |                                                                              |
| 12 november 1999 18:00 | Jamaica | 0 – 1        | Burkina Faso | Carisbrook, Dunedin Toeschouwers: 5.173 Scheidsrechter: Kyros Vassaras (GRE) |
| 12 november 1999 18:00 |         | Compaore 12' |              | Carisbrook, Dunedin Toeschouwers: 5.173 Scheidsrechter: Kyros Vassaras (GRE) |

|                        |                       |       |       |                                                                           |
| 12 november 1999 20:15 | Paraguay              | 2 – 0 | Qatar | Carisbrook, Dunedin Toeschouwers: 5.173 Scheidsrechter: Mark Shield (AUS) |
| 12 november 1999 20:15 | Fretes 37' Guzman 57' |       |       | Carisbrook, Dunedin Toeschouwers: 5.173 Scheidsrechter: Mark Shield (AUS) |

|                        |              |       |                       |                                                                             |
| 14 november 1999 18:00 | Burkina Faso | 1 – 2 | Qatar                 | Carisbrook, Dunedin Toeschouwers: 4.662 Scheidsrechter: Carlos Batres (GUA) |
| 14 november 1999 18:00 | Kabore 57'   |       | Hamza 16' (pen.), 37' | Carisbrook, Dunedin Toeschouwers: 4.662 Scheidsrechter: Carlos Batres (GUA) |

|                        |         |                                                                 |          |                                                                               |
| 14 november 1999 20:15 | Jamaica | 0 – 5                                                           | Paraguay | Carisbrook, Dunedin Toeschouwers: 4.662 Scheidsrechter: Taj Addin Fares (SYR) |
| 14 november 1999 20:15 |         | Ferreira 11' Da Silva 15', 80' (pen.) Cabrera 30' Figueredo 43' |          | Carisbrook, Dunedin Toeschouwers: 4.662 Scheidsrechter: Taj Addin Fares (SYR) |

|                        |                                              |       |         |                                                                                |
| 17 november 1999 18:00 | Qatar                                        | 4 – 0 | Jamaica | Carisbrook, Dunedin Toeschouwers: 2.180 Scheidsrechter: Costas Kapitanis (CYP) |
| 17 november 1999 18:00 | Hamza 52', 63' Abdulrahman 69' Mubarak 90+1' |       |         | Carisbrook, Dunedin Toeschouwers: 2.180 Scheidsrechter: Costas Kapitanis (CYP) |

|                        |                    |       |                         |                                                                              |
| 17 november 1999 20:15 | Burkina Faso       | 2 – 2 | Paraguay                | Carisbrook, Dunedin Toeschouwers: 2.180 Scheidsrechter: Wolfgang Stark (GER) |
| 17 november 1999 20:15 | Ouedraogo 50', 53' |       | Cabrera 4' Ferreira 45' | Carisbrook, Dunedin Toeschouwers: 2.180 Scheidsrechter: Wolfgang Stark (GER) |

## Knock-outfase

### Kwartfinale
|                        |                                    |       |                      |                                                                                         |
| 20 november 1999 16:00 | Verenigde Staten                   | 3 – 2 | Mexico               | North Harbour Stadium, Auckland Toeschouwers: 7.483 Scheidsrechter: Carlos Batres (GUA) |
| 20 november 1999 16:00 | Beasley 38' Cila 43' Beckerman 48' |       | Vallejo 2' Yañez 70' | North Harbour Stadium, Auckland Toeschouwers: 7.483 Scheidsrechter: Carlos Batres (GUA) |

|                        |              |       |       |                                                                                      |
| 21 november 1999 14:00 | Australië    | 1 – 0 | Qatar | QE II Stadium, Christchurch Toeschouwers: 3.500 Scheidsrechter: Wolfgang Stark (GER) |
| 21 november 1999 14:00 | Di Iorio 55' |       |       | QE II Stadium, Christchurch Toeschouwers: 3.500 Scheidsrechter: Wolfgang Stark (GER) |

|                        |                                     |              |                     |                                                                                  |
| 20 november 1999 16:00 | Ghana                               | 3 – 2 (n.v.) | Uruguay             | McLean Park, Napier Toeschouwers: 5.600 Scheidsrechter: Edgar Rangel Perez (MEX) |
| 20 november 1999 16:00 | Addo 35', 107' Novegil 45+1' (e.d.) |              | Olivera 9' Leal 65' | McLean Park, Napier Toeschouwers: 5.600 Scheidsrechter: Edgar Rangel Perez (MEX) |

|                        |              |       |                                 |                                                                               |
| 21 november 1999 16:00 | Paraguay     | 1 – 4 | Brazilië                        | Carisbrook, Dunedin Toeschouwers: 7.251 Scheidsrechter: Taj Addin Fares (SYR) |
| 21 november 1999 16:00 | Da Silva 42' |       | Leonardo 26', 37', 56' Caca 90' | Carisbrook, Dunedin Toeschouwers: 7.251 Scheidsrechter: Taj Addin Fares (SYR) |

### Halve finale
|                        |                                                           |              |                                                                            |                                                                                    |
| 24 november 1999 16:00 | Verenigde Staten                                          | 2 – 2 (n.v.) | Australië                                                                  | QE II Stadium, Christchurch Toeschouwers: 5.000 Scheidsrechter: Byron Moreno (ECU) |
| 24 november 1999 16:00 | Donovan 36' Onyewu 52'                                    |              | Byrnes 2' McDonald 35'                                                     | QE II Stadium, Christchurch Toeschouwers: 5.000 Scheidsrechter: Byron Moreno (ECU) |
| 24 november 1999 16:00 | Strafschoppen                                             |              |                                                                            | QE II Stadium, Christchurch Toeschouwers: 5.000 Scheidsrechter: Byron Moreno (ECU) |
| 24 november 1999 16:00 | Donovan Beasley Convey Akwari Thompson Gregorio Yi Cutler | 6 – 7        | Byrnes Di Iorio Cansdell-Sherriff Srhoj North MacAllister Goulding Kennedy | QE II Stadium, Christchurch Toeschouwers: 5.000 Scheidsrechter: Byron Moreno (ECU) |

|                        |                                   |              |                                                  |                                                                                             |
| 24 november 1999 19:30 | Ghana                             | 2 – 2 (n.v.) | Brazilië                                         | North Harbour Stadium, Auckland Toeschouwers: 12.451 Scheidsrechter: Costas Kapitanis (CYP) |
| 24 november 1999 19:30 | Lamptey 66' Addo 81'              |              | Leonardo 26' Tetteh 28' (e.d.)                   | North Harbour Stadium, Auckland Toeschouwers: 12.451 Scheidsrechter: Costas Kapitanis (CYP) |
| 24 november 1999 19:30 | Strafschoppen                     |              |                                                  | North Harbour Stadium, Auckland Toeschouwers: 12.451 Scheidsrechter: Costas Kapitanis (CYP) |
| 24 november 1999 19:30 | Essien Dong-Bortey Obodai Nkrumah | 2 – 4        | Leonardo Marquinhos Eduardo Costa Walker Ricardo | North Harbour Stadium, Auckland Toeschouwers: 12.451 Scheidsrechter: Costas Kapitanis (CYP) |

### Troostfinale
|                        |                  |                      |       |                                                                                            |
| 27 november 1999 13:15 | Verenigde Staten | 0 – 2                | Ghana | North Harbour Stadium, Auckland Toeschouwers: 15.675 Scheidsrechter: Taj Addin Fares (SYR) |
| 27 november 1999 13:15 |                  | Pimpong 35' Addo 84' |       | North Harbour Stadium, Auckland Toeschouwers: 15.675 Scheidsrechter: Taj Addin Fares (SYR) |

### Finale
|                                 |                                                                       |              |                                                                                 |                                                                                   |
| 27 november 1999 16:00 (UTC+12) | Australië                                                             | 0 – 0 (n.v.) | Brazilië                                                                        | North Harbour, Auckland Toeschouwers: 22.859 Scheidsrechter: Kyros Vassaras (GRE) |
| 27 november 1999 16:00 (UTC+12) |                                                                       |              |                                                                                 | North Harbour, Auckland Toeschouwers: 22.859 Scheidsrechter: Kyros Vassaras (GRE) |
| 27 november 1999 16:00 (UTC+12) | Strafschoppen                                                         |              |                                                                                 | North Harbour, Auckland Toeschouwers: 22.859 Scheidsrechter: Kyros Vassaras (GRE) |
| 27 november 1999 16:00 (UTC+12) | Regan Di Iorio Srhoj Madaschi North MacAllister Goulding Kennedy Fyfe | 7 – 8        | Leonardo Marquinhos Eduardo Costa Walker Ricardo Leo Bruno Leite Souza Leonardo | North Harbour, Auckland Toeschouwers: 22.859 Scheidsrechter: Kyros Vassaras (GRE) |